# Leskovac Barilovićki
Leskovac Barilovićki je naselje u Republici Hrvatskoj, u sastavu Općine Barilović, Karlovačka županija. 

## Stanovništvo
Prema popisu stanovništva iz 2001. godine, naselje je imalo 147 stanovnika te 45 obiteljskih kućanstava.
| broj stanovnika | 194   | 225   | 179   | 218   | 208   | 230   | 212   | 254   | 280   | 277   | 269   | 229   | 184   | 176   | 147   | 129   | 107   |
|                 | 1857. | 1869. | 1880. | 1890. | 1900. | 1910. | 1921. | 1931. | 1948. | 1953. | 1961. | 1971. | 1981. | 1991. | 2001. | 2011. | 2021. |

## Spomenici i znamenitosti
- Crkva Gospe Lurdske i sv. Josipa